# Dukuhsari
Dukuhsari is een bestuurslaag in het regentschap Sidoarjo van de provincie Oost-Java, Indonesië. Dukuhsari telt 4251 inwoners (volkstelling 2010).